# Taifun la Nagasaki
Taifun la Nagasaki (titlul original: în franceză Typhon sur Nagasaki) este un film dramatic francez, realizat în 1957 de regizorul Yves Ciampi, protagoniști fiind actorii Danielle Darrieux, Jean Marais, Keiko Kishi și Sō Yamamura. 

## Rezumat
Inginerul francez Pierre Marsac locuiește de câtva timp la Nagasaki unde lucrează pe un șantier. Se îndrăgostește de o tânără japoneză, orfană Noriko și își prelungește din această cauză contractul. Când fosta sa iubită, Françoise vine în Japonia pentru a lucra ca reporter, se întâlnesc și el este din nou atras de ea. Aflând acest lucru, Noriko renunță la el. Înainte ca Pierre să se poată decide cu care să rămână, un taifun devastează Nagasaki, Noriko piere, iar când iubita lui se întoarce în Europa, Pierre rămâne singur printre ruine... 

## Distribuție
- Danielle Darrieux – Françoise Fabre
- Jean Marais – Pierre Marsac
- Keiko Kishi – Noriko Sakurai
- Sō Yamamura – Hori
- Hitomi Nozoe – Saeko Sakurai
- Kumeko Urabe – Fujita
- Gert Fröbe – Ritter
- Shinobu Asaji – Keiko Ritter

## Aprecieri
„„Cio-Cio-San” lipsit de arii, în costume multicolore și zâmbete de porțelan, lacrimi de glicerină și junele Marais. Spectaculos taifunul. Doi ani mai târziu, aceeași temă a amorului franco-japonez va fi reluată de Resnais (v. Hiroșima mon amour).”— Tudor Caranfil, Dicționar universal de lungmetraje cinematografice